# Parasi
Parasi é uma vila no distrito de Sonbhadra, no estado indiano de Utar Pradexe.

## Demografia
Segundo o censo de 2001, Parasi tinha uma população de 21,203 habitantes. Os indivíduos do sexo masculino constituem 56% da população e os do sexo feminino 44%. Parasi tem uma taxa de literacia de 74%, superior à média nacional de 59.5%: a literacia no sexo masculino é de 81% e no sexo feminino é de 65%. Em Parasi, 14% da população está abaixo dos 6 anos de idade.